# 고양 흥국사 목조아미타여래좌상
고양 흥국사 목조아미타여래좌상(高陽 興國寺 木造阿彌陀如來坐像)은 대한민국 경기도 고양시 지축동 흥국사에 위치해 있는 조선 시대의 불상이다. 또한 고양 흥국사 목조아미타여래좌는 2001년 9월 17일에 경기도의 문화재자료 제 104호로 지정되었다.

## 개요
흥국사 설법전에 모셔진 아미타여래 좌상이다. 나무로 만들어진 이 불상은 자그마한 몸집을 하고 있다.
불상의 머리는 소라모양의 머리칼을 붙여 놓은 듯한 머리형태를 하고 있으며, 얼굴은 평편하게 깎은 후 눈, 코, 입 등을 조각하여 다소 평면적이지만 입가에 미소를 머금어 부드러운 인상을 풍긴다. 두 손은 엄지와 중지를 맞대어 양 무릎 위에 올려 놓고 다리는 결가부좌한 자세이다. 양어깨를 모두 감싼 옷은 자연스럽게 흘려내려 차례로 계단식의 주름을 만들고 있다.
이 목조여래좌상은 얼굴의 표현이나 옷주름, 조각수법 등에서 전형적인 조선 후기의 불상양식을 보이고 있고 1758년에 보수한 기록으로 보아 18세기를 전후한 불상으로 생각된다. 비록 규모는 작으나 매우 부드러운 느낌의 이 불상은 조선 후기 불상양식을 보여주는 빼어난 작품이다.

## 참고 문헌
- 고양흥국사목조아미타여래좌상 - 국가유산청 국가유산포털